# La lista nera
La Lista nera (The Kill List) è un romanzo thriller scritto da Frederick Forsyth.

## Trama
Una segretissima lista di nomi di terroristi che minacciano la sicurezza nazionale degli USA al punto di dover essere fisicamente eliminati. Solo poche persone tra cui il presidente conoscono l'esistenza della lista nera che va tenuta segreta per non creare allarme. Chi c'è dietro la catena di omicidi di personaggi in vista negli USA e nel Regno Unito perpetrati da terroristi radicali islamici, improvvisati ma non per questo meno pericolosi? Nei computers e tablet degli attentatori vengono trovati video in cui un misterioso personaggio, noto solo come "il Predicatore" incita alla guerra santa e quello del "Predicatore" è il primo nome nella lista. Il problema è che nessuno sa né chi sia né dove si trovi e sarà compito del colonnello dei Marines Kit Karson detto "il Segugio" identificarlo e localizzarlo per arrivare alla sua eliminazione, anche perché questo è diventato per il colonnello Carson un fatto personale. Un aiuto inatteso arriverà da un giovanissimo hacker con la sindrome di Asperger che fornirà un indizio decisivo per localizzare "il Predicatore" ed iniziare la caccia con l'obiettivo finale di neutralizzare la minaccia da esso rappresentata.

## Edizioni italiane
- La Lista nera, traduzione di G. Costigliola, Collana Omnibus, Milano, Arnoldo Mondadori Editore, 2013.